# Машкин, Денис Андреевич
Денис Андреевич Машкин (родился 19 февраля 1997 года в Красноярске, Красноярский край) — российский регбист, Хукер  команды «Локомотив-Пенза».

## Биография
Воспитанник клубной академии. Победитель юниорского чемпионата России, где был капитаном своей команды «Енисей-97». Первоначально выступал за дубль «тяжелой машины». В 2018 году перешел в «Металлург» на правах аренды. По возвращении в Красноярск игрок сходу попадает в основной состав, вместе с еще несколькими молодыми игроками. В сезоне 2019 года провел 13 матчей (1 попытка) и стал чемпионом России. Также игрок дебютировал в Кубке Вызова против «Вустера».

## Карьера в сборной
Игрок молодежных сборных различных возрастов. В 2015 году стал победителем первенства Европы. Бронзовый призер первенства Европы среди юниоров (регбистов до 20 лет), проходившего в Бухаресте. В феврале 2020 года получил вызов в главную команду страны.

## Достижения
- Чемпион России —  2019, 2020/2021, 2021/2022
- Серебряный призер чемпионата  2022/2023
- бронзовый призер чемпионата 2023/2024
- 3-х кратный Обладатель Кубка  России 2016, 2020, 2021